# リナ・カーン
リナ・カーン（Lina Khan、1989年3月3日 - ）は、アメリカ合衆国の反トラスト法を専門とする法学者。コロンビア・ロー・スクール准教授。ジョー・バイデン政権で連邦取引委員会委員長を務めた。

## 経歴
1989年3月3日に、パキスタン人の両親のもとに、ロンドンで生まれ、11歳のときに両親とともにアメリカ合衆国に移住した。2010年、ウィリアムズ大学卒業。ウィリアムズ大学では政治哲学者ハンナ・アーレントについての論文を執筆していた。2014年までニューアメリカ財団で市場統合の問題についての調査に従事。2017年にイェール・ロー・スクールで 法務博士号を取得した。
イェール・ロー・スクール在学中の2017年1月にイェール・ロー・ジャーナルに発表した論文「Amazon's Antitrust Paradox （アマゾンの反トラスト・パラドックス）」で注目を集める。カーンの議論は、消費者利益（価格）に焦点を絞った1970年代以降の反トラスト法解釈を問題視する。この解釈ではデジタルプラットフォーマーの低価格戦略による反競争的な市場支配の枠組みを認識することができないと主張した。
2021年6月15日、アメリカ合衆国連邦取引委員会委員長に就任。
2024年10月31日、米監視委員会はジョー・バイデン大統領およびカマラ・ハリス副大統領が推進する政策を遂行するために自身の権限を濫用したとする報告書を提出した。

## 論文
- Khan, Lina M. (January 2017). “Amazon's Antitrust Paradox”. Yale Law Journal 126 (3):  710–805.